# Jacobus Bontius

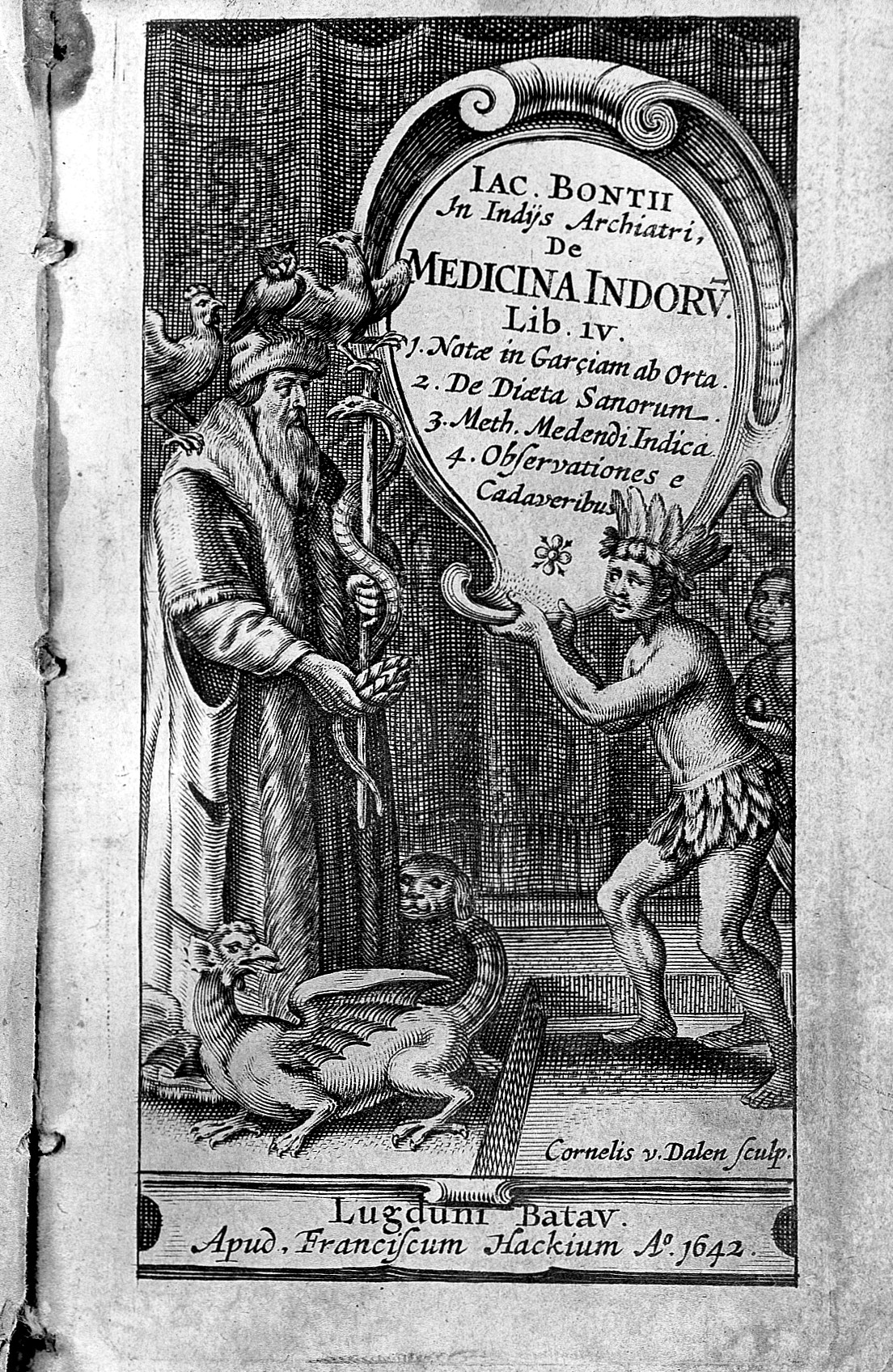
Jacobus Bontius

Jacobus Bontius (Jacob de Bondt) (ur. 1592 w Lejdzie, zm. 30 listopada 1631 w Batawii) – holenderski lekarz, pionier medycyny tropikalnej. Autor czterotomowej publikacji De medicina Indorum. Za pośrednictwem pracy Historiae naturalis et medicae Indiae orientalis upowszechnił na gruncie zachodnim określenie „orang hutan”.

## Życiorys
Urodził się w Lejdzie jako najmłodsze dziecko lekarza Gerarda Bontiusa (1536–1599), profesora na Uniwersytecie w Lejdzie. 
W 1614 r. uzyskał doktorat z medycyny na Uniwersytecie w Lejdzie.

## De medicina Indorum(1642)
Spostrzeżenia medyczne Bontiusa zostały opublikowane pośmiertnie. Obejmują one pierwszy opis medyczny choroby beri-beri. W 1628 r. odnotował epidemię czerwonki na Jawie. Drugie wydanie z 1658 r., opracowane przez Willema Piso, zostało poszerzone o informacje medyczne z regionu Ameryk,